# Arthur Darvill
Thomas Arthur Darvill (Birmingham, 1982. június 17. –) angol színész, énekes. Anyja a Cannon Hill Színház tagja volt, és Arthur húga születéséig maga is részt vett néhány turnéjukon, illetve segédkezett az előadásokban. Apja zenész, aki olyan zenészek mellett játszott Hammond orgonán, mint Edwin Starr, Ruby Turner, a Fine Young Cannibals, és a UB40. Több filmben is szerepelt, a A holnap legendái főszereplője.

## Karrierje

### Színészként
Színészi pályáját mindössze 10 évesen kezdte, amikor csatlakozott a Stage2 Youth Theatre társulatához, melynek 1991-től egészen 2000-ig volt tagja. Még ebben az évben munkát kapott a CITV-nél, majd ezután 2001-ben megalapította saját színtársulatát "Fuego's Men " néven. 18 évesen barátaival Londonba költözött, ahol felvették a Royal Academy of Dramatic Art dráma iskolába. A színészet mellett a színpadi harcokat is tanult, valamint elsajátított. Ezt követően Darvill több színházi produkcióban is részt vett, többek között Edmund White Terre Haute című darabjában, amiért 2007-ben az Evening Standard Theatre Awards-on a Legjobb újonc díjára jelölték. Ugyanebben az évben feltűnt a Stacy című monológban, a Swimming with Sharksban nyújtott alakításáért pedig a London Newcomer Awardra jelölték.
2008-ban kapta meg első televíziós szerepét a He Kills Coppersben, ezt követően pedig a BBC Little Dorrit című mini-sorozatában volt látható. 2010-ben csatlakozott a Ki vagy, doki? stábjához, amelynek a következő évben állandó szereplője lett. Ő játszotta Matt Smith doktorának egyik útitársát, Rory Williamset. Darvill végül 2012-ben, Karen Gillannel együtt búcsúzott a népszerű brit sorozattól. Ugyanebben az évben kisebb szerepet kapott Ridley Scott Robin Hoodjában, valamint feltűnt a Sex & Drugs & Rock & Roll című filmben. 2011-ben visszatért a színházhoz, és a londoni Globe színház Doktor Faustusában volt látható. 2013 óta a britek egyik új sorozatában, a David Tennant főszereplésével készült Broadchurch-ban volt látható Paul Coates tiszteletesként, valamint A fehér királyné című drámasorozat néhány epizódjában is megmutatkozott.
2013 áprilisában a Broadway-en debütált a Once című musical főszerepében, partnerével, Joanna Christie-vel pedig a Tony-gálán is előadtak. Később, 2014-ben ugyanezen szerepben a West End-en is bemutatkozott. Darvill jelenleg a DC sorozatában, a A holnap legendáiban látható az időutazó Rip Hunter szerepében, amely 2016-ban indult a CW műsorán.

### Énekesként
Tinédzser korában megalapította saját zenekarát, az Edmundot, amely kedvenc Narnia-beli szereplőjéről kapta a nevét. Írt zenét a Bush Theatre számára, valamint Ché Walker 2008-as Frontline című darabjának is ő komponálta a kottáját, amelyet a Globe színházban mutattak be. 2009-ben ismét Walkerrel dolgozott együtt a Been So Long musicalen, amelyért Darvillt is díjazták.

## Filmográfia

### Filmjei
| Év   | Cím (Eredeti cím)                                     | Szerep         | Magyar hangja | Megjegyzés      |
| ---- | ----------------------------------------------------- | -------------- | ------------- | --------------- |
| 2008 | Madárlesők (Pelican Blood)                            | Cameron        | Moser Károly  |                 |
| 2010 | Sex & Drugs & Rock & Roll (Sex & Drugs & Rock & Roll) | Mick Gallagher |               |                 |
| 2010 | Robin Hood (Robin Hood)                               | Groom          |               |                 |
| 2014 | Penguin (Penguin)                                     | Sam            |               | Rövidfilm, hang |

### Televízió
| Év      | Cím (Eredeti cím)                       | Szerep                  | Magyar hangja   | Megjegyzés                                            |
| ------- | --------------------------------------- | ----------------------- | --------------- | ----------------------------------------------------- |
| 2001    | (Sooty)                                 | Tom                     |                 |                                                       |
| 2008    | (He Kills Coppers)                      | Rendőr                  |                 |                                                       |
| 2008    | Kis Dorrit (Little Dorrit)              | Edward "Tip" Dorrit     |                 | 7 epizód                                              |
| 2010–12 | Ki vagy, doki? (Doctor Who)             | Rory Williams           | Józan László    | Visszatérő (5. évad), főszereplő szereplő (6-7. évad) |
| 2012    | Hölgyek öröme (The Paradis)             | Bradley Burroughs       |                 | 1 epizód                                              |
| 2013    | A fehér királyné (The White Queen)      | Henry Stafford          | Horváth Illés   | 2 epizód                                              |
| 2013–17 | (Broadchurch)                           | Paul Coates tiszteletes |                 |                                                       |
| 2016—   | A holnap legendái (Legends of Tomorrow) | Rip Hunter              | Makranczi Zalán | Főszereplő (1-2. évad), visszatérő szereplő (3. évad) |